# KColorEdit
KColorEdit（ケーカラーエディット、KDE カラーパレットエディタ）はパレットファイルの編集ソフトである。カラーパレットの編集、色の選択や名前付けに使える。KDE と GIMP のパレットファイルをサポートする。 
KColorEdit はグラフィックスパッケージの Extragear モジュールに含まれており、KメニューのKDEグラフィックスのセクションにインストールされる。このことは kdegraphics と呼ばれる KDE の主なモジュールの開発に KColorEdit が含まれているということではなく、異なるリリーススケジュールのもとで開発されている。